# Lva
Lva (belarusiska och ukrainska: Льва) är ett vattendrag i södra Belarus, i Brests voblast, och norra Ukraina, i Rivne oblast. Bitvis kallas den även Mastva (Маства) eller Mostva (Моства).
I omgivningarna runt Lva växer i huvudsak blandskog. Runt Lva är det glesbefolkat, med 16 invånare per kvadratkilometer.